# Gliese 581 f
Gliese 581 f es un supuesto planeta en el sistema Gliese 581, en la constelación de Libra, ubicado a 20 años luz de la Tierra. Su descubrimiento fue anunciado el 29 de septiembre de 2010. El planeta fue detectado mediante mediciones de la velocidad radial combinando los datos del instrumento HIRES del telescopio Keck 1 y el instrumento HARPS del telescopio de 3,6 metros de ESO en el Observatorio de La Silla.